# Tomáš Krupčík
Tomáš Krupčík (* 8. leden 1988 Jablonec nad Nisou) je bývalý český reprezentant v biatlonu, vicemistr Evropy z roku 2018 a dvojnásobný medailista ze zimní univerziády v italském Trentu z roku 2013.
Ve světovém poháru obsadil individuálně nejlépe 12. příčku. Se štafetou se jednou dokázal umístit na 4. místě.

## Sportovní kariéra
Pohybuje se na hranici světového a evropského poháru. Po odchodu Tomáše Holubce do důchodu se snaží prosadit jako člen reprezentační štafety. Do roku 2014 na žádném světovém mistrovském podniku nestartoval. V prosinci 2013 na sebe upozornil medailovými zisky na univerziádě v italském Trentu.
V roce 2018 nebyl nominován na olympiádu, ale na mistrovství Evropy získal stříbrnou medaili ve vytrvalostním závodě.
Závodní kariéru ukončil v březnu 2022.

## Výsledky

### Olympijské hry a mistrovství světa
| Sezóna  | D   | Místo       | SP  | SZ  | HZ  | IZ  | ŠT  | SŠT | SZD | Věk    |
| ------- | --- | ----------- | --- | --- | --- | --- | --- | --- | --- | ------ |
| 2013/14 | ZOH | Soči        | 74. | –   | –   | –   | 11. | –   | ×   | 26 let |
| 2014/15 | MS  | Kontiolahti | –   | –   | –   | 26. | –   | –   | ×   | 27 let |
| 2016/17 | MS  | Hochfilzen  | –   | –   | –   | 32. | 10. | –   | ×   | 29 let |
| 2018/19 | MS  | Östersund   | 30. | 18. | 20. | 22. | 4.  | –   | –   | 31 let |

Poznámka: Výsledky z mistrovství světa se započítávají do celkového hodnocení světového poháru, výsledky z olympijských her se dříve započítávaly, od olympijských her v Soči 2014 se nezapočítávají.

### Světový pohár
| Sezóna  | ČSP              | Místo                | SP            | SZ  | HZ | IZ  | ŠT  | SŠT | STŘ  | Věk  |
| ------- | ---------------- | -------------------- | ------------- | --- | -- | --- | --- | --- | ---- | ---- |
| 2012/13 | 1.               | Östersund            | 88.           | –   | –  | 85. | –   | –   | –    | 24,9 |
| 2012/13 | 2.               | Hochfilzen           | 56.           | 55. | –  | –   | 5.  | –   | –    | 24,9 |
| 2012/13 | 3.               | Pokljuka             | 67.           | –   | –  | –   | –   | –   | –    | 24,9 |
| 2012/13 | 4.               | Oberhof              | 58.           | 57. | –  | –   | 8.  | –   | –    | 25,0 |
| 2012/13 | 5.               | Ruhpolding           | 99.           | –   | –  | –   | 13. | –   | –    | 25,0 |
| 2012/13 | 6.               | Anterselva           | 90.           | –   | –  | –   | –   | –   | –    | 25,0 |
| 2012/13 | celkové umístění | celkové umístění     | nkl           | nkl | –  | nkl | 6.  | –   | 70 % |      |
| 2012/13 | celkové umístění | celkové umístění     | 0 bodů (nkl)  |     |    |     | 6.  | –   | 70 % |      |
| 2013/14 | 1.               | Östersund            | 38.           | –   | –  | 80. | –   | –   | –    | 25,9 |
| 2013/14 | 2.               | Hochfilzen           | 57.           | 52. | –  | –   | –   | –   | –    | 25,9 |
| 2013/14 | 4.               | Oberhof              | 39.           | 60. | –  | –   | –   | –   | –    | 25,9 |
| 2013/14 | 5.               | Ruhpolding           | –             | –   | –  | 68. | –   | –   | –    | 26,0 |
| 2013/14 | 6.               | Anterselva           | 25.           | 43. | –  | –   | –   | –   | –    | 26,0 |
| 2013/14 | celkové umístění | celkové umístění     | 64.           | nkl | –  | nkl | –   | –   | 78 % |      |
| 2013/14 | celkové umístění | celkové umístění     | 21 bodů (79.) |     |    |     | –   | –   | 78 % |      |
| 2014/15 | 1.               | Östersund            | 33.           | 21. | –  | 46. | –   | –   | –    | 26,9 |
| 2014/15 | 2.               | Hochfilzen           | 79.           | –   | –  | –   | –   | –   | –    | 26,9 |
| 2014/15 | 3.               | Pokljuka             | 58.           | 53. | –  | –   | –   | –   | –    | 26,9 |
| 2014/15 | 4.               | Oberhof              | 88.           | –   | –  | –   | –   | –   | –    | 27,0 |
| 2014/15 | 5.               | Ruhpolding           | –             | –   | –  | –   | –   | –   | –    | 27,0 |
| 2014/15 | 6.               | Anterselva           | 64.           |     | –  | –   |     | –   | –    | 27,0 |
| 2014/15 | 7.               | Nové Město na Moravě | 71.           | –   | –  | –   | –   | –   | –    | 27,1 |
| 2014/15 | 8.               | Oslo                 | 54.           | –   | –  | 66. | –   | –   | –    | 27,1 |
| 2014/15 | 9.               | Chanty-Mansijsk      | 72.           | –   | –  | –   | –   | –   | –    | 27,2 |
| 2014/15 | Celkové umístění | Celkové umístění     | 80.           | 59. | –  | 46. | –   | –   | 84 % |      |
| 2014/15 | Celkové umístění | Celkové umístění     | 43 bodů (66.) |     |    |     | –   | –   | 84 % |      |

Sezóna 2015/16
| ČSP              | Místo            | SP            | SZ          | HZ          | IZ          | ŠT          | SŠT         | SZD         | STŘ  |
| ---------------- | ---------------- | ------------- | ----------- | ----------- | ----------- | ----------- | ----------- | ----------- | ---- |
| 1.               | Östersund        | 38.           | 42.         | –           | 58.         | –           | –           | –           |      |
| 2.               | Hochfilzen       | 61.           | –           | –           | –           | –           | –           | –           |      |
| 3.               | Pokljuka         | 76.           | –           | –           | –           | –           | –           | –           |      |
| 4.               | Ruhpolding       | 54.           | 49.         | –           | –           | –           | –           | –           |      |
| 5.               | Ruhpolding       | –             | –           | –           | 53.         | 8.          | –           | –           |      |
| 6.               | Anterselva       | 38.           | 25.         | –           | –           | 8.          | –           | –           |      |
| 7.               | Canmore          | 49.           | –           | –           | –           | –           | –           | –           |      |
| 8.               | Presque Isle     | 69.           | –           | –           | –           | –           | –           | –           |      |
| 9.               | Chanty-Mansijsk  | nestartoval   | nestartoval | nestartoval | nestartoval | nestartoval | nestartoval | nestartoval |      |
| Celkové umístění | Celkové umístění | 83.           | 62.         | –           | nkl.        | 14.         | –           | –           | 79 % |
| Celkové umístění | Celkové umístění | 22 bodů (77.) |             |             |             | 14.         | –           | –           | 79 % |

Sezóna 2016/17
| ČSP              | Místo                | SP            | SZ          | HZ          | IZ          | ŠT          | SŠT         | SZD         | STŘ         |
| ---------------- | -------------------- | ------------- | ----------- | ----------- | ----------- | ----------- | ----------- | ----------- | ----------- |
| 1.               | Östersund            | nestartoval   | nestartoval | nestartoval | nestartoval | nestartoval | nestartoval | nestartoval | nestartoval |
| 2.               | Pokljuka             | 51.           | 38.         | –           | –           | 5.          | –           | –           |             |
| 3.               | Nové Město na Moravě | nestartoval   | nestartoval | nestartoval | nestartoval | nestartoval | nestartoval | nestartoval | nestartoval |
| 4.               | Oberhof              | nestartoval   | nestartoval | nestartoval | nestartoval | nestartoval | nestartoval | nestartoval | nestartoval |
| 5.               | Ruhpolding           | nestartoval   | nestartoval | nestartoval | nestartoval | nestartoval | nestartoval | nestartoval | nestartoval |
| 6.               | Anterselva           | nestartoval   | nestartoval | nestartoval | nestartoval | nestartoval | nestartoval | nestartoval | nestartoval |
| 7.               | Pchjongčchang        | 19.           | 27.         | –           | –           | 8.          | –           | –           |             |
| 8.               | Kontiolahti          | nestartoval   | nestartoval | nestartoval | nestartoval | nestartoval | nestartoval | nestartoval | nestartoval |
| 9.               | Holmenkollen         | nestartoval   | nestartoval | nestartoval | nestartoval | nestartoval | nestartoval | nestartoval | nestartoval |
| Celkové umístění | Celkové umístění     | 63.           | 63.         | –           | 53.         | 7.          | –           | –           | 85 %        |
| Celkové umístění | Celkové umístění     | 48 bodů (66.) |             |             |             | 7.          | –           | –           | 85 %        |

Sezóna 2017/18
| ČSP              | Místo            | SP           | SZ          | HZ          | IZ          | ŠT          | SŠT         | SZD         | STŘ         |
| ---------------- | ---------------- | ------------ | ----------- | ----------- | ----------- | ----------- | ----------- | ----------- | ----------- |
| 1.               | Östersund        | 45.          | 32.         | –           | 71.         | –           | –           | –           |             |
| 2.               | Hochfilzen       | 70.          | –           | –           | –           | –           | –           | –           |             |
| 3.               | Annecy           | 47.          | 43.         | –           | –           | –           | –           | –           |             |
| 4.               | Oberhof          | 58.          | 56.         | –           | –           | 14.         | –           | –           |             |
| 5.               | Ruhpolding       | nestartoval  | nestartoval | nestartoval | nestartoval | nestartoval | nestartoval | nestartoval | nestartoval |
| 6.               | Anterselva       | nestartoval  | nestartoval | nestartoval | nestartoval | nestartoval | nestartoval | nestartoval | nestartoval |
| 7.               | Kontiolahti      | nestartoval  | nestartoval | nestartoval | nestartoval | nestartoval | nestartoval | nestartoval | nestartoval |
| 8.               | Holmenkollen     | nestartoval  | nestartoval | nestartoval | nestartoval | nestartoval | nestartoval | nestartoval | nestartoval |
| 9.               | Ťumeň            | nestartoval  | nestartoval | nestartoval | nestartoval | nestartoval | nestartoval | nestartoval | nestartoval |
| Celkové umístění | Celkové umístění | nkl          | 68.         | –           | nkl.        | 10.         | –           | –           | 82 %        |
| Celkové umístění | Celkové umístění | 9 bodů (87.) |             |             |             | 10.         | –           | –           | 82 %        |

Sezóna 2018/19
| ČSP              | Místo            | SP             | SZ          | HZ          | IZ          | ŠT          | SŠT         | SZD         | STŘ         |
| ---------------- | ---------------- | -------------- | ----------- | ----------- | ----------- | ----------- | ----------- | ----------- | ----------- |
| 1.               | Pokljuka         | 50.            | 50.         | –           | 57.         | –           | –           | –           |             |
| 2.               | Hochfilzen       | nestartoval    | nestartoval | nestartoval | nestartoval | nestartoval | nestartoval | nestartoval | nestartoval |
| 3.               | Nové Město       | nestartoval    | nestartoval | nestartoval | nestartoval | nestartoval | nestartoval | nestartoval | nestartoval |
| 4.               | Oberhof          | 62.            | –           | –           | –           | 4.          | –           | –           |             |
| 5.               | Ruhpolding       | 77.            | –           | –           | –           | 8.          | –           | –           |             |
| 6.               | Anterselva       | 23.            | 18.         | –           | –           | –           | –           | –           |             |
| 7.               | Canmore          | –              | –           | –           | 12.         | 6.          | –           | –           |             |
| 8.               | Soldier Hollow   | 67.            | –           | –           | –           | –           | –           | 17.         |             |
| 9.               | Holmenkollen     | 33.            | 39.         | –           | –           | –           | –           | –           |             |
| Celkové umístění | Celkové umístění | 50.            | 41.         | 38.         | 20.         | 7.          |             |             | 82 %        |
| Celkové umístění | Celkové umístění | 154 bodů (41.) |             |             |             | 7.          |             |             | 82 %        |

Sezóna 2019/20
| ČSP              | Místo                | SP           | SZ          | HZ          | IZ          | ŠT          | SŠT         | SZD         | STŘ         |
| ---------------- | -------------------- | ------------ | ----------- | ----------- | ----------- | ----------- | ----------- | ----------- | ----------- |
| 1.               | Östersund            | nestartoval  | nestartoval | nestartoval | nestartoval | nestartoval | nestartoval | nestartoval | nestartoval |
| 2.               | Hochfilzen           | nestartoval  | nestartoval | nestartoval | nestartoval | nestartoval | nestartoval | nestartoval | nestartoval |
| 3.               | Annecy               | nestartoval  | nestartoval | nestartoval | nestartoval | nestartoval | nestartoval | nestartoval | nestartoval |
| 4.               | Oberhof              | 34.          | –           | –           | –           | 8.          | –           | –           |             |
| 5.               | Ruhpolding           | 97.          | –           | –           | –           | –           | –           | –           |             |
| 6.               | Pokljuka             | –            | –           | –           | 53.         | –           | –           | –           |             |
| 7.               | Nové Město na Moravě | nestartoval  | nestartoval | nestartoval | nestartoval | nestartoval | nestartoval | nestartoval | nestartoval |
| 8.               | Kontiolahti          | 75.          | –           | –           | –           | –           | zrušeno     | zrušeno     |             |
| 9.               | Holmenkollen         | zrušeno      | zrušeno     | zrušeno     | zrušeno     | zrušeno     | zrušeno     | zrušeno     |             |
| Celkové umístění | Celkové umístění     | 76.          | –           | –           | nkl         | 11.         | –           | –           | 79 %        |
| Celkové umístění | Celkové umístění     | 7 bodů (87.) |             |             |             | 11.         | –           | –           | 79 %        |

Sezóna 2020/21
| ČSP              | Místo                    | SP           | SZ          | HZ          | IZ          | ŠT          | SŠT         | SZD         | STŘ         |
| ---------------- | ------------------------ | ------------ | ----------- | ----------- | ----------- | ----------- | ----------- | ----------- | ----------- |
| 1.               | Kontiolahti              | –            | –           | –           | 76.         | –           | –           | –           | 75 %        |
| 2.               | Kontiolahti (2)          | 58.          | 40.         | –           | –           | 7.          | –           | –           | 78 %        |
| 3.               | Hochfilzen               | 77.          | –           | –           | –           | –           | –           | –           | 70 %        |
| 4.               | Hochfilzen (2)           | nestartoval  | nestartoval | nestartoval | nestartoval | nestartoval | nestartoval | nestartoval | nestartoval |
| 5.               | Oberhof                  | nestartoval  | nestartoval | nestartoval | nestartoval | nestartoval | nestartoval | nestartoval | nestartoval |
| 6.               | Oberhof (2)              | nestartoval  | nestartoval | nestartoval | nestartoval | nestartoval | nestartoval | nestartoval | nestartoval |
| 7.               | Anterselva               | –            | –           | –           | 35.         | 19.         | –           | –           | 77 %        |
| 8.               | Nové Město na Moravě     | nestartoval  | nestartoval | nestartoval | nestartoval | nestartoval | nestartoval | nestartoval | nestartoval |
| 9.               | Nové Město na Moravě (2) | nestartoval  | nestartoval | nestartoval | nestartoval | nestartoval | nestartoval | nestartoval | nestartoval |
| 10.              | Östersund                | nestartoval  | nestartoval | nestartoval | nestartoval | nestartoval | nestartoval | nestartoval | nestartoval |
| Celkové umístění | Celkové umístění         | nkl          | 79.         | –           | 57.         | 10.         | –           | –           | 81 %        |
| Celkové umístění | Celkové umístění         | 7 bodů (89.) |             |             |             | 10.         | –           | –           | 81 %        |

Sezóna 2021/22
Nestartoval.